# 画眉草
画眉草（学名：Eragrostis pilosa）是禾本科画眉草属的植物。分布在全世界包括中国大陆等地，生长于海拔5米至2,600米的地区，多生于温暖地区。

## 形态
一年生草本，秆直立；狭线性叶片，叶舌有一圈短纤毛。5～6月圆锥花序略开展，腋间有长柔毛；小穗长圆形，成熟后暗绿色或带紫色，生3—14个小花。

## 别名
星星草（《植物名汇》）；蚊子草（《种子植物中称》）

## 种下等级
- Eragrostis pilosa (L.) P. Beauv. var. imberbis Franch.
- Eragrostis pilosa (L.) P. Beauv. var. jeholensis Ohwi

## 延伸阅读
[在维基数据编辑]
 《植物名實圖考·畫眉草》，出自吳其濬《植物名實圖考》